# 硬叶冬青
硬叶冬青（学名：Ilex ficifolia）为冬青科冬青属的植物，为中国的特有植物。分布在中国大陆的浙江、江西、广西、广东、福建等地，生长于海拔400米至900米的地区，常生长在山地疏林中，目前已由人工引种栽培。

## 别名
榕叶冬青（厦门大学学报）

## 异名
- Ilex ficifolia C. J. Tseng f. daiyunshanensis C. J. Tseng
- Ilex suaveolens (Levl.) Loes. var. brevipetiola W. S. Wu et Y. X. Luo